# Wybory prezydenckie w Austrii w 1992 roku
Wybory prezydenckie w Austrii w 1992 roku zostały przeprowadzone 26 kwietnia i 24 maja 1992. W ich wyniku Austriacy wybrali nowego prezydenta na okres sześcioletniej kadencji. Urzędujący od 1986 prezydent Kurt Waldheim nie ubiegał się o reelekcję.
W wyborach wystartowało czworo kandydatów. Austriacka Partia Ludowa wystawiła bezpartyjnego dyplomatę Thomasa Klestila. Przedstawicielem Socjaldemokratycznej Partii Austrii został minister Rudolf Streicher. Wiceprzewodnicząca Rady Narodowej Heide Schmidt reprezentowała Wolnościową Partię Austrii, zaś publicysta Robert Jungk kandydował z ramienia Zielonych. Pierwsza tura zakończyła się zwycięstwem przedstawiciela socjaldemokratów, w drugiej wyraźną przewagę uzyskał jednak Thomas Klestil, wygrywając tym samym wybory.

## Wyniki wyborów
Pierwsza tura
| Kandydat              | Głosy     | %     |
| --------------------- | --------- | ----- |
| Rudolf Streicher      | 1 888 599 | 40,7  |
| Thomas Klestil        | 1 728 234 | 37,2  |
| Heide Schmidt         | 761 390   | 16,4  |
| Robert Jungk          | 266 954   | 5,7   |
| Razem głosy ważne     | 4 645 177 | 100,0 |
| Głosy nieważne        | 143 717   | —     |
| Razem                 | 4 789 894 | —     |
| Uprawnieni/frekwencja | 5 676 903 | 84,4  |

Druga tura
| Kandydat              | Głosy     | %     |
| --------------------- | --------- | ----- |
| Thomas Klestil        | 2 528 006 | 56,9  |
| Rudolf Streicher      | 1 915 380 | 43,1  |
| Razem głosy ważne     | 4 443 386 | 100,0 |
| Głosy nieważne        | 149 546   | —     |
| Razem                 | 4 592 932 | —     |
| Uprawnieni/frekwencja | 5 676 903 | 80,9  |